# Hypsilurus tenuicephalus
Hypsilurus tenuicephalus — вид ігуаноподібних ящірок родини агамових (Agamidae). Ендемік Індонезії.

## Поширення і екологія
Hypsilurus tenuicephalus відомі за типовим зразком, зібраним в горах на території провінції Західне Папуа. Ймовірно, вони живуть у вологих тропічних лісах.